# T3n
t3n.de ist die Onlineplattform des t3n Magazins. Die Redaktion wird seit dem 28. Februar 2023 von Marcel Romahn und Sabrina Schadwinkel geleitet. Der inhaltliche Schwerpunkt des Magazins liegt auf digitaler Wirtschaft.

## Geschichte
Mit Veröffentlichung der ersten Druckausgabe des t3n Magazins in einer Auflage von 5.000 Stück im Jahr 2005 wurde unter der Domain t3n-magazin.de ein Internetportal gestartet. Sein Zweck war es zunächst, das t3n Magazin zu bewerben, welches sich um Themen rund um das Content-Management-System Typo3 widmete. Erst später entwickelte sich auch online ein Angebot mit eigenen Inhalten. Im Laufe der Jahre entstanden unterhalb der Domain yeebase.com zahlreiche Portale, unter anderem eine Stellenbörse und ein kollaboratives Nachrichtenportal. Im September 2009 fasste der Verlag schließlich alle Themenportale unter der Marke t3n zusammen.
Spiegel Online, Zeit Online und die Welt übernahmen Inhalte von t3n.de.
Im Dezember 2021 wurde t3n mitsamt seinem Verlag yeebase Media von Heise Medien übernommen.

## Produkte

### Podcast
Der Podcast behandelt in einer halb- bis dreiviertelstündigen Ausgabe pro Woche je ein Thema aus der digitalen Wirtschaft und Gesellschaft. In den einzelnen Episoden, die auf iTunes, Spotify und Soundcloud veröffentlicht werden, kommen sowohl t3n-Redakteure als auch Gäste aus der Digitalwirtschaft oder der Politik zu Wort.  Das Audio-Format erschien vom Juli 2015 bis Januar 2018 unter dem Namen „Filterblase“.

### Pioneers Network
2018 wurde die Onlineplattform  „Pioneers Network“ gelauncht. Nutzer können sich ein eigenes Profil anlegen und Fragen zu ihrem Arbeitsleben beantworten.